# Margarete Buber-Neumann
Margarete Buber-Neumann, född Thüring 21 oktober 1901 i Potsdam, död 6 november 1989 i Frankfurt am Main, var en tysk politisk skribent. Buber-Neumann var under mellankrigstiden aktiv i Tysklands kommunistiska parti. I exil i Sovjet blev hon 1938 arresterad och under två år fånge i Gulag. 1940 överfördes hon från Sovjet till Tyskland där hon av nazisterna sattes i koncentrationsläger. Efter andra världskrigets slut bodde hon en tid i Sverige och skrev då boken Fånge hos Hitler och Stalin.

## Biografi
Margarete  Thüring föddes i en medelklassfamilj i Potsdam. Tjugo år gammal, 1921, gick hon med i tyska kommunistpartiet KDP. Samma år gifte hon sig med Rafael Buber, sonen till den judiske filosofen Martin Buber. Paret fick två barn men skildes efter ett par år och Rafael flyttade senare med barnen till Palestina. Margarete träffade vid denna tid Heinz Neumann, en av KDP:s centralfigurer. Ideologiska motsättningar inom KDP gjorde att Margarete och Heinz en tid bodde i Spanien och Schweiz och slutligen hamnade i Moskva 1935. Under Stalins stora utrensningar blev de arresterade, Heinz i april 1937 och Margarete i juni 1938.
Heinz ”försvann” i Gulag. Margarete tillbringade två år i läger i provinsen Karaganda. Våren 1940, under den tid då den rysk-tyska vänskapspakten existerade, fördes Margarete av den sovjetiska säkerhetstjänsten  NKVD till Tyskland där hon överlämnades till SS. Av dem deporterades hon till koncententrationslägret för kvinnor – Ravensbrück, där hon var internerad till krigsslutet 1945.
Under ett uppehåll i Sverige efter kriget skrev hon sina lägermemoarer Fånge hos Hitler och Stalin. När Margarete Buber-Neumann sedan flyttade tillbaks till Västtyskland levde hon ett ganska tillbakadraget liv som skribent. 1963 gav hon ut en bok om tjeckiskan Milena Jesenská, författare och vän till Kafka,  som hon hade lärt känna i Ravensbrück.

## Fånge hos Stalin och Hitler
”Denna bok tillkom inte därför att jag ville göra mig kvitt bördan av det upplevda, utan därför att jag håller det för min plikt att låta världen veta, varthän kränkandet av människovärdet leder ” skriver Buber-Neumann i förordet till sin bok om sina erfarenheter från Stalins Gulag och Hitlers koncentrationsläger. Fånge hos Hitler och Stalin är en osentimental men gripande skildring av det hon genomlevde under sina sju år i läger. Boken är samtidigt en slags rapport över de sovjetiska och nazistiska rättssystemens och fånglägrens groteska brutalitet.